# Jean-Marie Rouart
Jean-Marie Rouart, (8 de abril de 1943) es un escritor, cronista y académico francés nacido en Neuilly-sur-Seine, cerca de París. Es miembro de la Academia Francesa en la que ocupa el asiento número 26.

## Datos biográficos
Nació en una familia de pintores (familia Rouart). Es hijo de Augustin Rouart (1907 - 1997) y bisnieto  de los pintores Henri Rouart y Henri Lerolle. Julie Manet, hija de Berthe Morisot y sobrina de Edouard Manet, es también su antepasado.
Realizó estudios de filosofía y de letras. Colaboró en la revista Magazine littéraire en 1967 y más tarde también en Le Figaro donde, de 1967 a 1975,  se desempeñó como cronista y reportero.
Es franc-masón « porque sus ideas son lo contrario de las de mi familia», colaboró como editorialista, a partir de 1977, en el Quotidien de Paris del que fue después redactor en jefe (1979), publicación en la que dirigió las páginas literarias hasta su salida el año de 1985.
A su regreso al Figaro es fue nombrado director del suplemento literario de 1986 a 1988 y a partir de ese año y hasta 2003 fue el director literario del periódico. Desde este último año empezó a colaborar con el Paris Match. En 1995 fue miembro del jurado del Premio al Escrito Íntimo.
El 18 de diciembre de 1997 fue elegido miembro de la Academia Francesa, ocupando el asiento número 26, en lugar de Georges Duby.
Le correspondió responder al discurso de recepción de Valéry Giscard d'Estaing. En su intervención, después de revisar la obra política del expresidente francés, examinó la única novela del nuevo académico: Le Passage, que recibió en su momento fuertes críticas de Le Figaro.
Jean-Marie Rouart es también oficial de la Legión de Honor.

## Obra
- 1974: La Fuite en Pologne, Grasset
- 1975: La Blessure de Georges Aslo, Grasset
- 1977: Les Feux du Pouvoir Grasset - Premio Interallié
- 1980: Le Mythomane, Grasset
- 1983: Avant-Guerre, Grasset - Prix Renaudot
- 1985: Ils ont choisi la nuit, Grasset - Prix de l’Essai de l’Académie française
- 1987: Le Cavalier blessé, Grasset
- 1989: La Femme de proie, Grasset
- 1990: Le Voleur de jeunesse, Grasset
- 1993: Le Goût du malheur, Gallimard
- 1994: Omar, la construction d’un coupable, Le Fallois
- 1995: Morny, un voluptueux au pouvoir, Gallimard
- 1997: L’invention de l’amour, Grasset
- 1998: La Noblesse des vaincus, Grasset
- 1998: Bernis, le cardinal des plaisirs, Gallimard
- 2000: Une jeunesse à l’ombre de la lumière, Gallimard
- 2000: Discours de réception à l'Académie française, Grasset
- 2001: La fuite en Pologne, Librairie générale française, 2001
- 2001: Une famille dans l'impressionnisme, Gallimard
- 2002: Nous ne savons pas aimer, Gallimard
- 2003: Adieu à la France qui s'en va, Grasset
- 2004: Libertin et chrétien, Desclée de Brouwer
- 2005: Mes fauves, Grasset
- 2006: Le Scandale, Gallimard
- 2008: Devoir d'insolence, Grasset
- 2009: Cette opposition qui s'appelle la vie, Grasset
- 2011: La guerre amoureuse, Gallimard
- 2012: Napoléon ou La destinée, Gallimard

## Teatro
- 2006: Gorki, l'exilé de Capri, puesta en escena por Jacques Rosner, Espacio Pierre Cardin

## Otros
- La Famille Rouart. Au cœur de l'Impressionnisme, catálogo de la exposición bajo la dirección de Solange Thierry, editado por el Museo de la Vida Romántica, París, 2004.